# Wild Things (Alessia Cara)
Wild Things is een nummer van de Amerikaanse zangeres Alessia Cara uit 2016. Het is de vijfde en laatste single van hun zesde studioalbum All In Good Time.
"Wild Things" gaat over hoe buitenbeentjes en kinderen die op school niet populair zijn, van binnen zijn. Cara was zelf vroeger ook zo'n kind. Het nummer leverde Cara in een aantal landen een (bescheiden) hit op. De Amerikaanse Billboard Hot 100 liet bijvoorbeeld een 50e positie zien. In Nederland haalde de plaat de 6e positie in de Tipparade, en in Vlaanderen de 5e positie in de Tipparade.

## Tracklijst
Muziekdownload
1. "Wild Things" - 3:08